# Joie Lee
 (février 2013).
Si vous disposez d'ouvrages ou d'articles de référence ou si vous connaissez des sites web de qualité traitant du thème abordé ici, merci de compléter l'article en donnant les références utiles à sa vérifiabilité et en les liant à la section « Notes et références ».
Joie Susannah Lee est une actrice, productrice et scénariste afro-américaine née le 22 juin 1962 à Brooklyn, New York.
Fille de Jacqueline Shelton et William James Edward Lee III, elle est la sœur de Cinqué, David, Chris et Spike Lee.
Elle a participé à la carrière cinématographique de ce dernier en jouant dans plusieurs de ses films ainsi qu'en écrivant le scénario, avec Spike et Cinqué, de Crooklyn. En 2017, elle renouvelle cette collaboration en jouant un rôle récurrent et en participant à l'écriture de sa série Netflix, Nola Darling n'en fait qu'à sa tête. Elle a aussi joué dans le film Coffee and Cigarettes de Jim Jarmusch en compagnie de son frère Cinqué et de Steve Buscemi.

## Filmographie

### Scénariste
- 1994 : Crooklyn avec Cinqué Lee et Spike Lee
- 2017 - 2019 : Nola Darling n'en fait qu'à sa tête de Spike Lee (TV)

### Actrice

#### Cinéma
- 1986 : Nola Darling n'en fait qu'à sa tête de Spike Lee : Clorinda Bradford
- 1988 : School Daze de Spike Lee : Lizzie Life
- 1989 : Do the Right Thing de Spike Lee : Jade
- 1989 : Coffee and Cigarettes II de Jim Jarmusch
- 1990 : Mo' Better Blues de Spike Lee : Indigo Downes
- 1991 : Un Baiser avant de Mourir de James Dearden : Cathy (créditée Joy Lee)
- 1992 : Un fils en danger (Fathers & Sons) de Paul Mones : Lois
- 1994 : Crooklyn de Spike Lee : Aunt Maxine (non créditée)
- 1995 : Losing Isaiah : Les Chemins de l'amour de Stephen Gyllenhaal : Marie
- 1995 : Nowhere Fast de Cinqué Lee : Joie
- 1996 : Girl 6 de Spike Lee : une opératrice
- 1996 : Get on the Bus de Spike Lee : Jindal
- 1999 : Personals de Mike Sargent : La femme poète
- 1999 : Summer of Sam de Spike Lee : Une femme de Bedford Stuyvesan interviewée
- 2003 : Coffee and Cigarettes de Jim Jarmusch - Segment "Twins"
- 2004 : She Hate Me de Spike Lee : Gloria Reid
- 2006 : Full Grown Men de David Munro : Annie
- 2007 : Starting Out in the Evening d'Andrew Wagner : Deuxième auteure
- 2010 : Window on Your Present de Cinqué Lee : Petite amie de Cloakey
- 2014 : Da Sweet Blood of Jesus de Spike Lee : Infirmière Colquitt
- 2020 : Farewell Amor de Ekwa Msangi : Nzingha

#### Télévision
- 1989 : Cosby Show - saison 5 épisode 15 "Week-end en enfer"
- 2002 : Tribunal central créée par Sidney Lumet - saison 2 épisode 14 "Zero Tolerance" : Angela Balding
- 2003 : New York, unité spéciale (saison 4, épisode 13) : Infirmière de la prison
- 2016 : Rectify créée par Ray McKinnon -saison 4 épisode 6 "Physics" : Bonnie
- 2017 - 2019 : Nola Darling n'en fait qu'à sa tête de Spike Lee : Septima Darling
- 2019 : Broad City créée par Ilana Glazer et Abbi Jacobson - saison 5 épisode 5 "Atrsy Fartsy" : Toy Harris
- depuis 2023 : Harlem : Hannah Sharpe (rôle récurrent)